# 傅星翰
傅星翰（英語：Vastar，1988年5月30日—），臺灣新生代街頭藝術家:塗鴉、裝置藝術、平面設計、玩具創作和品牌經營者。同時為玩具品牌Street Loser創辦人之一。早年從事禮儀師行業，後因「體驗生活 放手一搏」這句話而轉念，於2014年開始全職創作。被男性生活雜誌《style master》選為2022年度怪物職人。TOKYO COMIC-CON 2024（東京動漫展）官方主視覺設計得主。

## 早期生活
畢業於新北市私立豫章高級工商職業學校資訊科。高中畢業，因為考量家庭生計關係，投入殯葬業，退伍隔年升格為禮儀師。2014年加入藝青會團隊、CityMarx，參與塗鴉創作案。2019年成立工作室「星奇三創意企業社」，陸續參與多項大型商業合作案。

## 作品特色
擅長塗鴉彩繪以及使用廢棄媒材、噴漆罐、廢鐵、鋼筋、木材、磚…等各種大小生活回收物搭配噴漆製作為再生藝術品，將寫實畫法以及雕塑藝術兩種元素做結合並產生全新的街頭立體創作。

## 廣告/影像
| 年份 | 作品名稱                                                     |
| ---- | ------------------------------------------------------------ |
| 2017 | 再生藝術家- 傅星翰 大型立體作品創作紀錄 【正義聯盟】         |
| 2019 | 品牌形象短片頑張X荒糖菓子工房【特嘸】                        |
| 2019 | KFC【爆卦! 西門町電影街驚現摩天輪! 】 （页面存档备份，存于） |
| 2020 | SEGA 人中之龍 7 台灣區創作宣傳紀錄                           |
| 2021 | 座標西門町－『真・女神轉生V』惡魔召喚縮時攝影特別PV          |
| 2022 | SYM KRNBT - 築購玩樂世界 塗鴉篇                              |
| 2022 | 【黑亞當】裝置藝術縮時影片                                   |
| 2022 | 2022年度怪物職人 街頭藝術家 傅星翰｜進擊的街頭藝術地才       |
| 2023 | 年輕人的最壞真相：年輕人很沒用？                             |
| 2024 | NEW ERA X 街頭藝術地才＿傅星翰                               |
| 2024 | 潮JINS最IN《職人系列》Feat.街頭藝術家 傅星翰Vastar           |

## 作品

### 2014年
- 六輪聯合汽機車改裝大展主視覺牆面塗鴉彩繪

### 2015年
- 植村秀寶貝藝林室內藝術掛畫之彩繪
- 周杰倫&派偉俊電影-功夫熊貓3全球電影主題曲場景製作彩繪
- 天馬影視文化電影裝置藝術製作
- 台北愛情捷運系列電影場景彩繪
- 花蓮洄瀾之星 再生裝置藝術
- 台灣台北大安區 走讀大安 巷弄彩繪[19]
- 成人博覽會 大型互動性裝置藝術
- 尚洋髮藝 大型外牆彩繪藝術
- in%室內掛畫藝術之彩繪
- 家扶基金會3D彩繪
- 西門誠品BYEBYE SALE 外牆塗鴉之創作
- 天風室內設計公司主牆面彩繪
- 台北晨曦跨年演唱會貨櫃彩繪
- 捷客Fun Zone藝術節 車廂彩繪
- MATRIX 時尚走秀街頭塗鴉彩繪
- 世貿台北國際書展 海芎英雌傳 博爾兀等身裝置藝術
- 鹿過咖啡店內＆外牆玻璃彩繪

### 2016年
- 豪華大戲院（現今為in89豪華數位影城）外牆大型裝置藝術＆3D壁面彩繪
- SUPER BOCK啤酒品牌塗鴉牆彩繪
- 華納兄弟影業公司 自殺突擊隊街頭塗鴉藝術聯名宣傳活動[20]
- 瑪莎狼masawalf3x3籃球鬥牛或動背板彩繪
- 灣茶ONE TEA品牌茶飲品牌塗鴉彩繪
- KDC kingdom dance crew辦公室牆面彩繪創作
- 台灣區中山龍門里老故事長牆彩繪創作
- 芥菜種愛鄰全人關懷協會 校園壁面彩繪
- 夢想之家＿七個習慣樹塗鴉創作彩繪
- 卑南族部落關懷公益創作
- 品客FUN音樂更HIGH宣傳活動
- 哈爾濱啤酒廣告街頭塗鴉場景設計彩繪
- 誠品生活Ｘ後街文化祭 塗鴉展區設計彩繪
- 沙烏地阿拉伯大使指定彩繪巨蛋燈擺設裝置藝術
- 山姆叔叔＆北義咖啡精釀啤酒店面彩繪
- 台灣區六輪聯合 汽機車精品改裝大展主視覺設計彩繪
- 東尼重型機車主題民宿餐廳 戶外大型裝置藝術
- 綠島塗鴉活動創作
- 台北國際新車大展3D地景彩繪
- 高雄流浪動物保護協會 壁畫接力活動
- S236汽機車改裝精品門面塗鴉彩繪

### 2017年
- 電影西城童話場景繪畫
- 華納兄弟影業公司 亞瑟：王者之劍 塗鴉牆面宣傳彩繪[21]
- Air Jordan西門店開幕受邀彩繪藝術家
- Vans潮流街頭展區現場彩繪鞋藝術家
- Pioneer DJ品牌工作室牆面設計彩繪
- 中國西門潮街彩繪藝術家
- Red Bull spin the bottle 新品發表聯名藝術展
- 華納兄弟影業公司 神力女超人 街頭大牆塗鴉宣傳聯名藝術家
- NIKE 凱里·歐文Kyrie Irving “這個我來”聯名8層樓塗鴉創作藝術家
- 華納兄弟影業公司 正義聯盟台灣區唯一指定授權聯名藝術家
- 逃亡計劃 Escape PLAN “X” 街頭藝術活動 受邀牆面創作藝術家
- 五鄉地義式餐廳壁面彩繪
- 華納兄弟影業公司 金剛：骷髏島imax會場限定海報 手寫字體設計
- 台北國際書展 捷運裝置藝術空間
- s236牆面彩繪藝術家

### 2018年
- 荒唐果子工坊 牆面彩繪
- KKBOX RAP N ROLL主視覺彩繪藝術家
- 台灣電力公司東區文創園區門面地景彩繪[22]
- 華納兄弟影業公司 鬼修女台灣區藝術聯名創作藝術家
- NIKE Kevin Durant “全憑我敢”聯名牆面彩繪藝術家

### 2019年
- 日本女團乃木坂46演唱會藝術牆面宣傳
- 肯德基 KFC 起司摩天輪咔拉雞腿堡廣告塗鴉牆面
- 浩鑫電腦藝術彩繪牆面
- 節目「交給我們巴 」主視覺塗鴉設計
- 阿民X達酷鴨 聯名T牆面宣傳
- BAN DAVIS 聯名創作
- 周杰倫300壯士健身房 牆面彩繪
- 沙贊！ (電影)牆面聯名宣傳
- 哥吉拉 II 怪獸之王 牆面聯名宣傳[23]
- 牠：第二章 牆面藝術聯名宣傳
- 返校 (電影)聯名宣傳藝術設計[24]
- 小丑 (電影)牆面藝術聯名宣傳[25]

### 2020年
- LABEL5蘇格蘭威士忌西門街頭塗鴉派對彩繪
- SEGA人中之龍7 光與闇的去向 聯名彩繪宣傳[26]
- Gogoro S3ABS 塗鴉聯名藝術家
- Swatch聯名藝術家[27]

### 2021年
- 華納兄弟影業公司 哥吉拉大戰金剛 塗鴉牆聯名藝術家
- 節目大嘻哈時代主視覺塗鴉設計
- 節目大嘻哈時代冠軍獎盃獨家聯名設計藝術家[28][29][30]
- 南投縣大成國中籃球場牆面彩繪
- 美式甜點店「Nena by Gēn Creative 」牆面彩繪[31]
- 塗玩祭 聯合策展活動主視覺
- 台灣房屋 牆面彩繪
- SEGA真·女神轉生V 聯名宣傳牆面彩繪[32]
- 士林安平街情人塗鴉牆[33][34]
- 陳華「燭光晚餐」MV  feat.禮韋  牆面聯名宣傳[35][36][37]

### 2022年
- 電玩 快打旋風：對決 塗鴉牆藝術家
- 華納兄弟影業公司 蝙蝠俠 (2022年電影)塗鴉牆聯名藝術家[38] [39][40][41][42][43][44][45][46][47]

- X-LARGE × VASTAR 街頭藝術 傅星翰：重磅聯名服飾
- 電影 少年吔，安啦！ 塗鴉牆藝術家[48][49][50][51][52][53]
- SYM三陽工業 新車KRNBT網路廣告 塗鴉藝術家[54][55][56][57]
- 華納兄弟影業公司 黑亞當 (電影)信義威秀巨人裝置藝術改裝塗鴉藝術家[58][59][60][61][62][63]
- style master 怪物祭 BMW M3 聯名設計塗鴉藝術家

### 2023年
- 台北W飯店 聯名牆面藝術家
- 華納音樂集團 Linkin Park 聯合公園搖滾精神塗鴉牆藝術家[64][65][66][67][68][69][70]
- 來來世界in台灣 海報＆聯名T恤設計藝術家
- MC HotDog 【THE WORST RAPPER IN THE UNIVERSE】姚中二 最廢玩具展 主視覺設計藝術家
- 明日之後 (遊戲) 聯名牆面藝術家
- 後街文化祭 超群體 活動主視覺塗鴉藝術家
- VIVA Party Room東區酒吧 牆面塗鴉藝術家
- 2023草悟系 七月半 行動代號：鬼飛踢 “睡一下下”塗鴉藝術家
- 手搖飲“Ai-Yo哎呦愛玉” 全新杯身設計
- 裕隆城原岩攀岩場T-UP Climbing 新店店 牆面塗鴉藝術家
- 巔峰極速 (遊戲) 聯名數位設計塗鴉藝術家
- 吧啦吧啦小餐館 牆面塗鴉藝術家
- 辣麻味噌拉麵鬼金棒 西門店 鐵捲門塗鴉藝術家
- 塗玩季第三屆 主視覺海報設計

### 2024年
- 柴犬七仙女 鐵捲門塗鴉彩繪
- BEYOND BPSxAKA TAIWAN EXHIBITION 牆面塗鴉彩繪
- 飛碟貓 牆面塗鴉彩繪
- 新北中信特攻2024嘻哈電力無限公司主題日形象規劃設計
- 新北中信特攻2024嘻哈電力無限公司主題日塗鴉SHOW藝術家
- 周裕穎JUST IN XX ＆ 國立歷史博物館 開幕跨界大秀 與史博同行MADE IN HISTORY 創作藝術家[71]
- Energy (組合) 牆面塗鴉彩繪[72][73][74]
- 卍力香料拉麵 西門店 牆面設計
- 後街文化祭 交流引力 活動主視覺塗鴉藝術家
- 海邊走走「Disco Moon潮中秋系列禮盒」聯名禮盒設計藝術家[75][76]
- Dolphin Entertainment 創意發展總監、漫威前資深視覺藝術設計師安東尼・弗朗西斯科（Anthony Francisco）跨界合作海報設計＆牆面塗鴉彩繪[77]
- 品牌KIDDO 鐵門塗鴉彩繪
- 品牌昇日屋 鐵門塗鴉彩繪
- 時尚酒吧JokeR 牆面塗鴉彩繪
- YouTuber 鐵牛Ironbull 《杰哥拉多重宇宙 創作聯展Jaygolla’s Multiverse》展覽主視覺設計&公仔塗裝 藝術家
- TOKYO COMIC-CON 2024（東京動漫展）官方主視覺設計

### 2025年
- 韓國女團H1-KEY宣傳牆面塗鴉
- 中國潮玩藝術家BODA博達『古蜀皇帝』主視覺海報設計
- 遊戲界外狂潮FragPunk跨界合作
- 新北中信特攻2025Fortine特攻防衛隊主題日形象規劃設計
- 品牌ROBINMAY 新品包款海報設計
- Ai-Yo愛玉 手搖店門市招牌設計
- 韓星權志龍G-Dragon2025 WORLD TOUR應援牆面塗鴉
- 日本漫畫GACHIAKUTAWorld Takeover 全球世界塗鴉藝術家（香港）

## 參展經歷

### 2016年
- 北京藝戰
- Converse新品發表
- Wall art 100 街頭藝術聯展

### 2017年
- Red Bull  spin the bottle 新品發表聯名藝術展
- 新光三越百貨Anna-Queen X VASTAR 藝術聯名展
- 台北燈節裝置藝術彩繪
- 福爾摩沙國際藝術博覽會
- 個人展覽-三角關係[78]

### 2018年
- 台灣新竹藝術博覽會
- 加菲貓（Garfield）40週年官方授權國際聯展

### 2019年
- 個人展覽-臺灣桃園國際機場 傳.畫.誌
- 「藝時之選—當代潮流展」夠青春Young and Furious[79]

### 2020年
- 好吉拉創作聯展
- 福爾摩沙國際藝術博覽會[80]
- 2020西門町後街文化祭[81][82]

### 2021年
- 塗玩祭 聯合策展

### 2022年
- 塗玩祭 第二屆聯合策展

### 2023年
- I The Art of NOIS-Jei Tseng Solo 參展
- MC HotDogTHE WORST RAPPER IN THE UNIVERSE 姚中二最廢玩具展 參展
- ART TOY CON2023國際藝玩交流節-澳門站 參展
- 趨光PHOTOTAXIS 藝術家聯展 實體作品改造慈善義賣x平面畫作x搪膠版數位首發 參展